# The Endless River
The Endless River ist das 15. und letzte Studioalbum der britischen Rockband Pink Floyd. Es erschien am 7. November 2014.
Für das Album überarbeiteten die verbliebenen Bandmitglieder David Gilmour und Nick Mason Aufnahmen, die nicht für das 1994 erschienene Album The Division Bell verwendet worden waren. The Endless River ist dem 2008 verstorbenen Keyboarder und Mitbegründer der Band Richard Wright gewidmet. Roger Waters, mit dem Gilmour, Wright und Mason 2005 noch einmal aufgetreten waren, beteiligte sich nicht am Album.

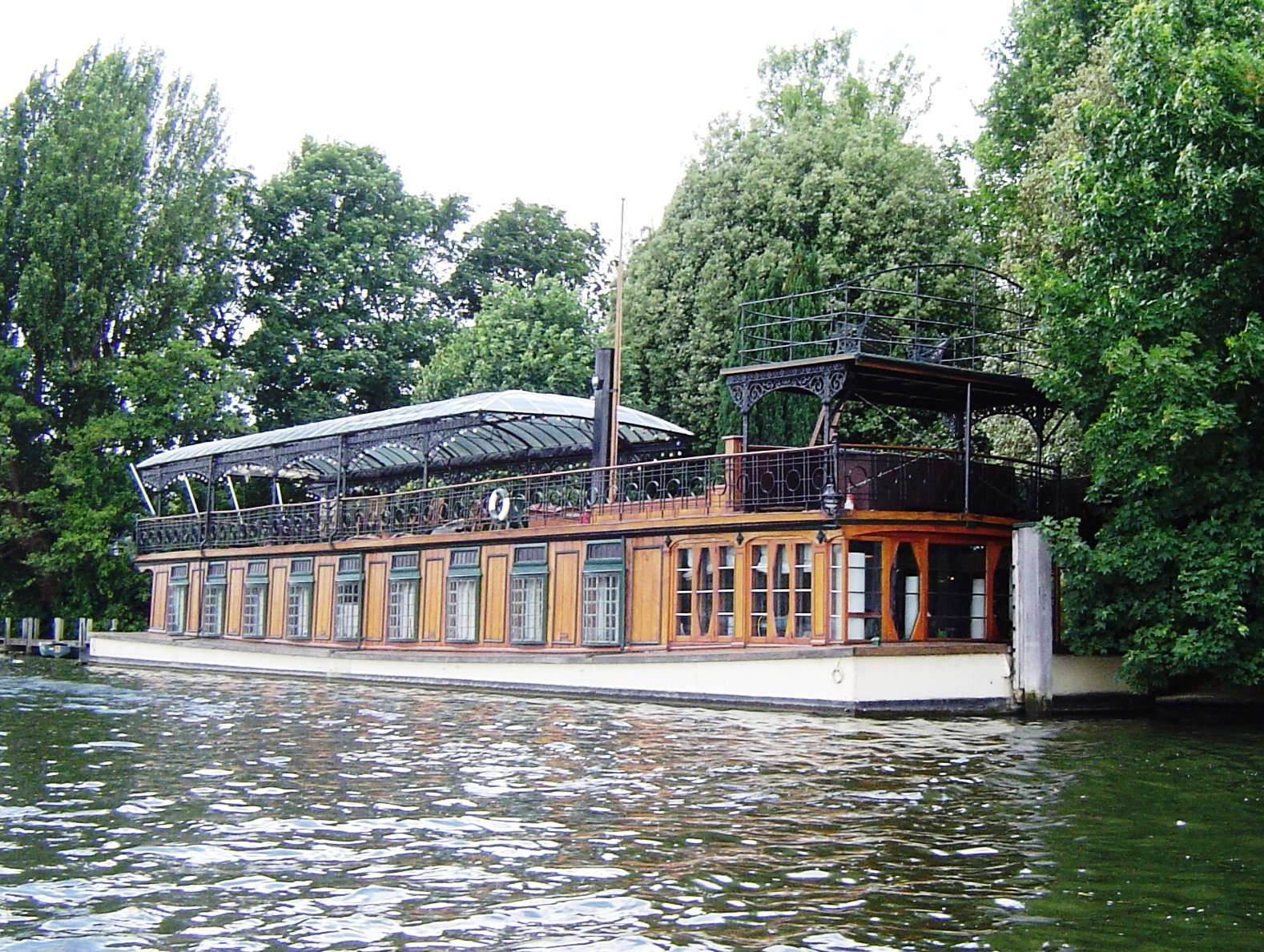
Gilmours Hausboot Astoria, auf dem Teile des Albums aufgenommen wurden

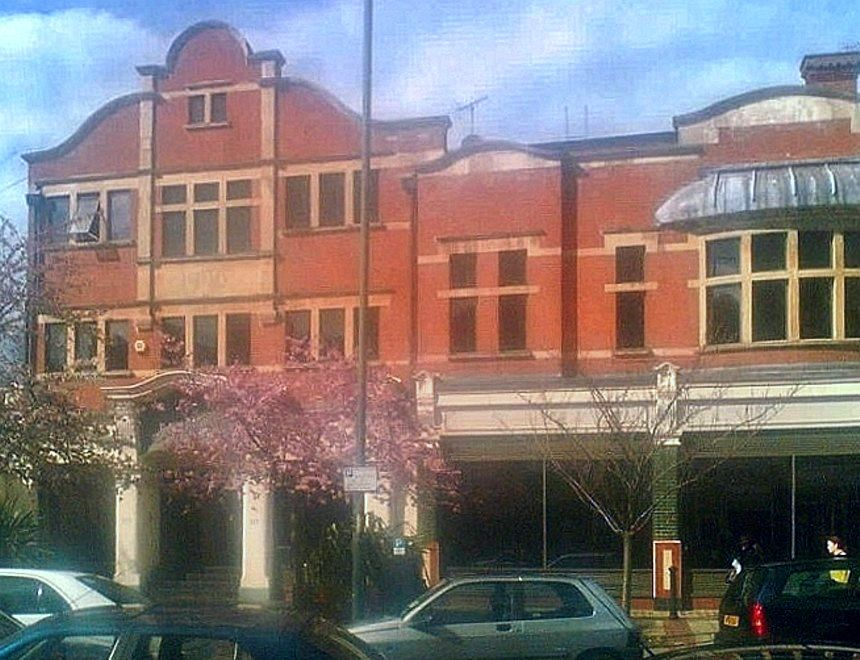
Die Straßenfront des Olympic Studios, in dem die meisten Demo-Aufnahmen für The Division Bell entstanden.

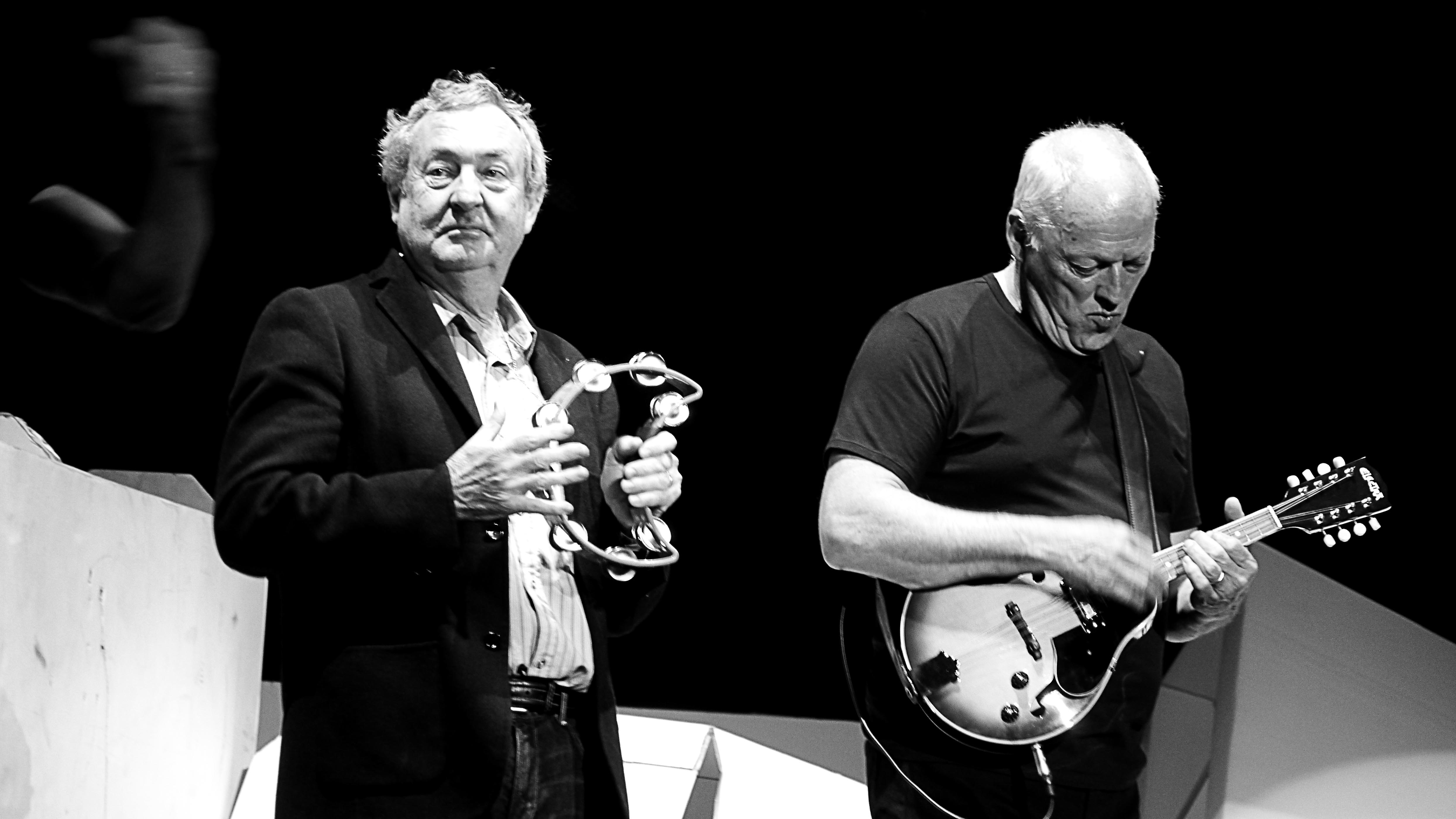
Mason und Gilmour 2011 bei einem The Wall-Konzert von Roger Waters in London.

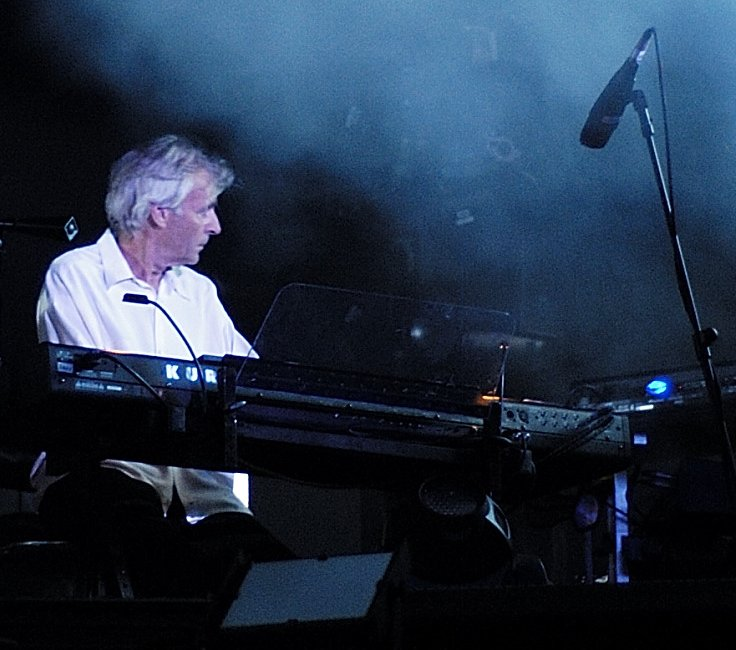
Richard Wright bei einem seiner letzten Konzerte (2006).

## Entstehung
Gilmour, Mason und Wright nahmen im Januar 1993 gemeinsam etwa 65 musikalische Ideen in den Britannia Row Studios auf. Für The Division Bell wurde jedoch nur ein kleiner Teil davon tatsächlich verwendet. Zeitweise war geplant, dem Album ein weiteres Album mit instrumentalen Ambient-Stücken (Arbeitstitel: The Big Spliff) beizufügen, dies wurde aber wieder verworfen. Aus diesem Material und weiteren unveröffentlichten Aufnahmen, die vereinzelt bis ins Jahr 1968 zurückreichen, erarbeiteten Gilmour und Mason ab 2012 mit Phil Manzanera und weiteren Produzenten The Endless River. Gilmour und Mason bestätigten, dass dabei letztlich nur ein kleiner Teil von The Big Spliff (zusammengestellt von Andy Jackson) für das Album verwendet wurde.
Der Titel des Albums bezieht sich auf die vorletzte Zeile von High Hopes, dem letzten Stück auf The Division Bell:

„The water flowing / The endless river / Forever and ever.“

Gilmour äußerte gegenüber der L.A. Times Folgendes zum Aufnahmeprozess:

„Innerhalb des letzten Jahres haben wir neue Stücke hinzugefügt, andere wiederum neu aufgenommen und allgemein moderne Studiotechnik dazu genutzt, ein Pink-Floyd-Album für das 21. Jahrhundert zu machen. Nachdem Rick gestorben war, und damit die Chance, jemals wieder mit ihm aufzunehmen, fühlt es sich richtig an, diese gesichteten und überarbeiteten Aufnahmen als Teil unseres Repertoires verfügbar zu machen.“

Der Titel des letzten Songs Louder than Words, des einzigen Songs mit Text, geht auf das Album A Momentary Lapse of Reason von 1987 zurück. Auf dessen letztem Song Sorrow heißt es: "The silence that speaks so much louder than words of promises broken".

## Cover
Für das Cover des Albums konnten Pink Floyd nicht mehr auf ihren langjährigen Designer Storm Thorgerson († 2013) zurückgreifen. Sein ehemaliger Hipgnosis-Kollege Aubrey Powell verwendete einen Entwurf von Ahmed Emad Eldin als Basis für das Frontcover. Unterstützt wurde die Arbeit von der Designfirma Stylorouge.
Das Cover löste in der Öffentlichkeit geteilte Reaktionen aus, Arno Frank nannte es auf Spiegel Online eine „erlesene Scheußlichkeit“.
Pink Floyd hatten bereits 1987 bei A Momentary Lapse of Reason und 1994 bei The Division Bell einen Mann im Ruderboot ("Boatman") grafisch auf der Plattenhülle thematisiert.

## Promotion
Bevor das Boulevard-Blatt The Sun das Album am 6. Juli 2014 aufgrund von Informationen eines Produktionsbeteiligten groß ankündigen konnte, gab Gilmours Frau Polly Samson den Titel sowie ein geplantes Veröffentlichungsdatum für Oktober 2014 über Twitter bekannt. Beide Details fehlten am nächsten Tag im Artikel von Dan Wooton.
Am 22. September 2014 wurde das Album auch offiziell seitens der Band und der Plattenfirma für November 2014 angekündigt. Nachfolgend wurde es in London, Berlin, Paris, Los Angeles, Mailand, New York und Sydney großflächig beworben. Eine Tour zum Album soll es nicht geben, weil es, so Gilmour, ohne Wright "unmöglich" wäre.
Ein Musikvideo zu Louder than Words wurde zum Verkaufsstart des Albums auf dem YouTube-Kanal der Band veröffentlicht. Das Video thematisiert die Austrocknung des Aralsees. Große Teile des Videos wurden von dem Regisseur Po Powell am fast ausgetrockneten Aralsee zwischen Kasachstan und Usbekistan gedreht. Powell stellt den surreal erscheinenden Landschaftsbildern die Hoffnungslosigkeit einer Familie gegenüber, deren Großvater noch ein eigenes Schiff besaß, das nun als verfallendes Wrack auf dem salzigen ehemaligen Seeboden liegt.

## Rezeption
Ausgewählten Journalisten wurde das Album u. a. in London, Berlin und Köln bereits vorab vorgestellt. Die Reaktionen waren überwiegend positiv, einige Hörer meinten, Reminiszenzen an frühere Werke der Band zu erkennen. Christoph Henrichs verfasste für das Handelsblatt eine Kritik, die 20 Anspielungen auf frühere Songtexte der Band enthält. Auch Hartmut Rosa betont in seiner Besprechung für Die Zeit diesen Aspekt (sie lassen den Hörer seine eigene Vergangenheit hören) und nennt das Album eine bemerkenswerte Leistung und ein würdiges Alterswerk.
Die Bewertungs-Website Metacritic errechnete kurz nach der Veröffentlichung des Albums eine Metascore von 60, bezogen auf 18 Kritiken aus englischsprachigen Medien. Negative Kritiken aus The Independent und den Los Angeles Times flossen ebenso ein wie positive aus Record Collector, Billboard und The Observer. In den deutschsprachigen Medien fiel das Echo ähnlich gemischt aus.

## Wirtschaftlicher Erfolg
Das meist vorab bestellte The Endless River verdrängte schon eine Woche vor seiner Veröffentlichung das Album Four von One Direction vom ersten Platz auf Amazon UK
und landete mit 139.351 Verkäufen, der dritthöchsten Verkaufszahl im Jahr 2014, sofort auf Platz eins der britischen Albumcharts.
Am 27. November 2014 verkaufte sich die Vinylausgabe insgesamt an die 6000 Mal, wodurch sie im Vereinigten Königreich die erfolgreichste Vinyl-Veröffentlichung im Jahr 2014 wurde und die am schnellsten verkaufte Vinyl-Platte seit 1997.

## Titelliste
1. Things Left Unsaid (David Gilmour, Richard Wright) 4:27
2. It’s What We Do (Gilmour, Wright) 6:18
3. Ebb and Flow (Gilmour, Wright) 1:56
4. Sum (Gilmour, Nick Mason, Wright) 4:49
5. Skins (Gilmour, Mason, Wright) 2:38
6. Unsung (Wright) 1:08
7. Anisina (Gilmour) 3:17
8. The Lost Art of Conversation (Wright) 1:43
9. On Noodle Street (Gilmour, Wright) 1:43
10. Night Light (Gilmour, Wright) 1:43
11. Allons-y (1) (Gilmour) 1:58
12. Autumn ’68 (Wright) 1:36
13. Allons-y (2) (Gilmour) 1:33
14. Talkin’ Hawkin’ (Gilmour, Wright) 3:30
15. Calling (Gilmour, Anthony Moore) 3:38
16. Eyes to Pearls (Gilmour) 1:52
17. Surfacing (Gilmour) 2:47
18. Louder than Words (Gilmour, Polly Samson) 6:37

Bonusmaterial der Deluxe-Edition
1. TBS9
2. TBS14
3. Nervana
4. Anisina (Video)
5. Untitled (Video)
6. Evrika (A) (Video)
7. Nervana (Video)
8. Allons-y (Video)
9. Evrika (B) (Video)

## Kommerzieller Erfolg

### Chartplatzierungen
| ChartsChartplatzierungen       | Höchstplatzierung | Wochen |
| ------------------------------ | ----------------- | ------ |
| Deutschland (GfK)              | 1 (29 Wo.)        | 29     |
| Österreich (Ö3)                | 1 (13 Wo.)        | 13     |
| Schweiz (IFPI)                 | 1 (22 Wo.)        | 22     |
| Vereinigte Staaten (Billboard) | 3 (11 Wo.)        | 11     |
| Vereinigtes Königreich (OCC)   | 1 (19 Wo.)        | 19     |

| ChartsJahrescharts (2014)      | Platzierung |
| ------------------------------ | ----------- |
| Deutschland (GfK)              | 3           |
| Österreich (Ö3)                | 22          |
| Schweiz (IFPI)                 | 8           |
| Vereinigte Staaten (Billboard) | 115         |
| Vereinigtes Königreich (OCC)   | 9           |

| ChartsJahrescharts (2015)      | Platzierung |
| ------------------------------ | ----------- |
| Deutschland (GfK)              | 98          |
| Schweiz (IFPI)                 | 45          |
| Vereinigte Staaten (Billboard) | 152         |

### Auszeichnungen für Musikverkäufe
| Land/Region                  | Auszeichnungen für Musikverkäufe (Land/Region, Auszeichnung, Verkäufe) | Verkäufe    |
| ---------------------------- | ---------------------------------------------------------------------- | ----------- |
| Australien (ARIA)            | Platin                                                                 | 70.000      |
| Belgien (BRMA)               | Gold                                                                   | 15.000      |
| Brasilien (PMB)              | Platin                                                                 | 40.000      |
| Dänemark (IFPI)              | Gold                                                                   | 10.000      |
| Deutschland (BVMI)           | 3× Gold                                                                | 300.000     |
| Europa (IFPI)                | Platin                                                                 | (1.000.000) |
| Frankreich (SNEP)            | 2× Platin                                                              | 200.000     |
| Italien (FIMI)               | 4× Platin                                                              | 200.000     |
| Kanada (MC)                  | Platin                                                                 | 80.000      |
| Mexiko (AMPROFON)            | 7× Gold                                                                | 210.000     |
| Neuseeland (RMNZ)            | Platin                                                                 | 15.000      |
| Norwegen (IFPI)              | Gold                                                                   | 15.000      |
| Österreich (IFPI)            | Gold                                                                   | 7.500       |
| Polen (ZPAV)                 | 3× Platin                                                              | 60.000      |
| Portugal (AFP)               | Gold                                                                   | 7.500       |
| Schweden (IFPI)              | Gold                                                                   | 20.000      |
| Schweiz (IFPI)               | Platin                                                                 | 20.000      |
| Ungarn (MAHASZ)              | Platin                                                                 | 6.000       |
| Vereinigte Staaten (RIAA)    | Gold                                                                   | 500.000     |
| Vereinigtes Königreich (BPI) | Platin                                                                 | 300.000     |
| Insgesamt                    | 9× Gold · 21× Platin ·                                                 | 2.086.000   |

Hauptartikel: Pink Floyd/Auszeichnungen für Musikverkäufe